# Trilgraszegge
Trilgraszegge (Carex brizoides) is een vaste plant, die behoort tot de cypergrassenfamilie (Cyperaceae). De soort staat op de Nederlandse Rode lijst van planten als zeldzaam en stabiel of toegenomen. De plant komt van nature voor in Europa. Het aantal chromosomen is 2n = 58.
De plant wordt 30-60 cm hoog en vormt lange wortelstokken. De stengelbladeren zijn 1,5-3 mm breed en veel langer dan de overhangende, scherp driekantige stengel.
Trilgraszegge bloeit in april en mei met een 2-3 cm lange bloeiwijze, die bestaat uit vier tot acht aren. De aren zijn tijdens de bloei gekromd. Onderaan een aar zitten de mannelijke bloemen. De kafjes zijn witvliezig tot strokleurig en hebben een groene kiel. Het onduidelijk generfde urntje heeft smalle vleugelranden, is 3-4 mm lang en versmalt zeer geleidelijk in de snavel. Het urntje is een soort schutblaadje dat geheel om de vrucht zit. De vrouwelijke bloem heeft twee stempels.
De vrucht is een lensvormig nootje.
De plant komt voor op vochtige en beschaduwde plaatsen.

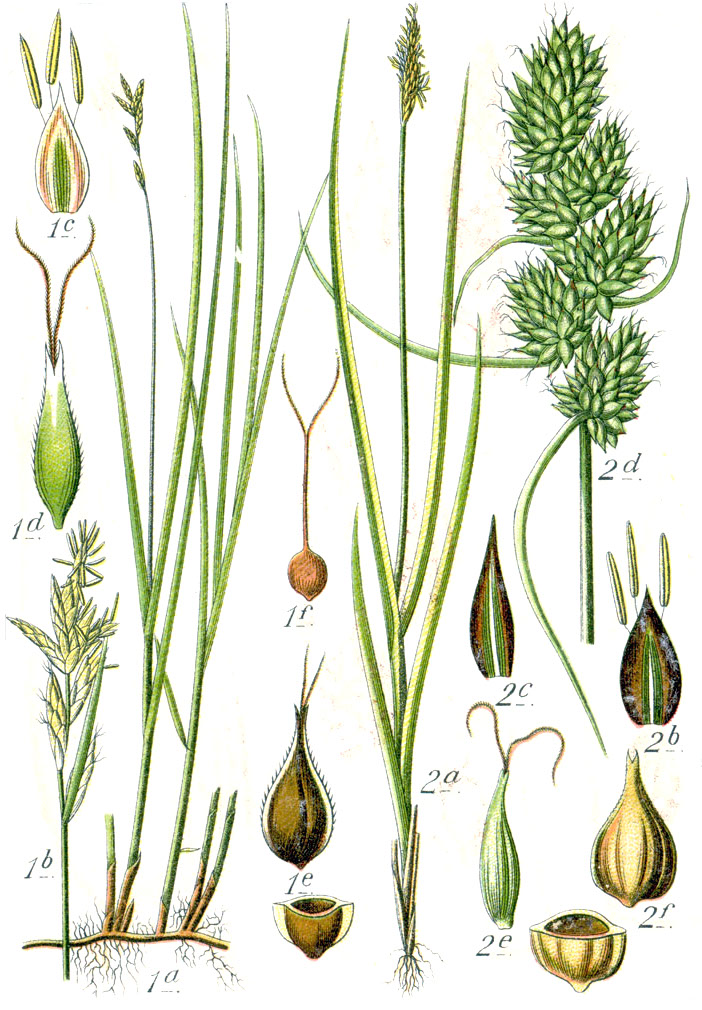
1 = Trilgraszegge
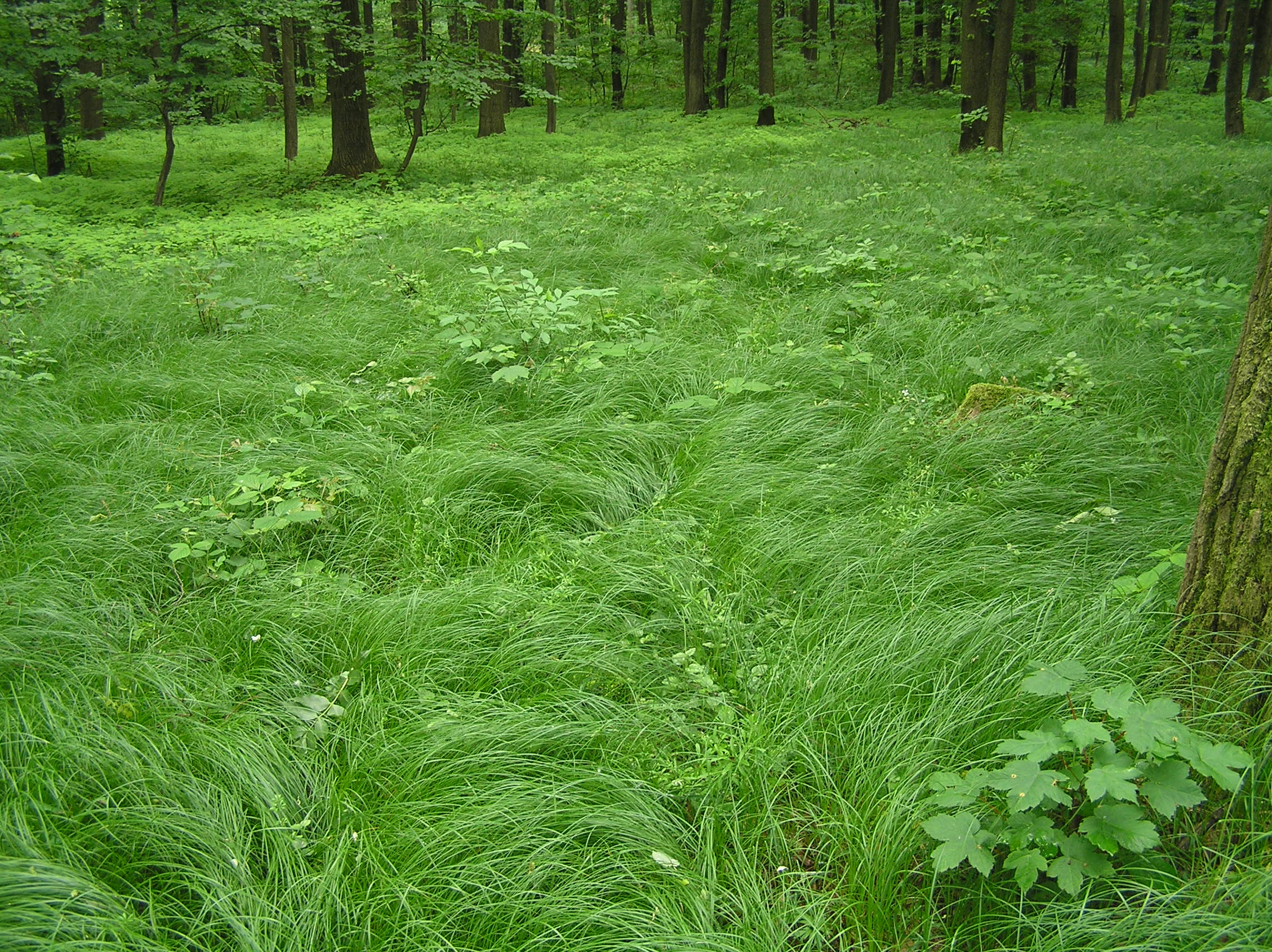
Planten
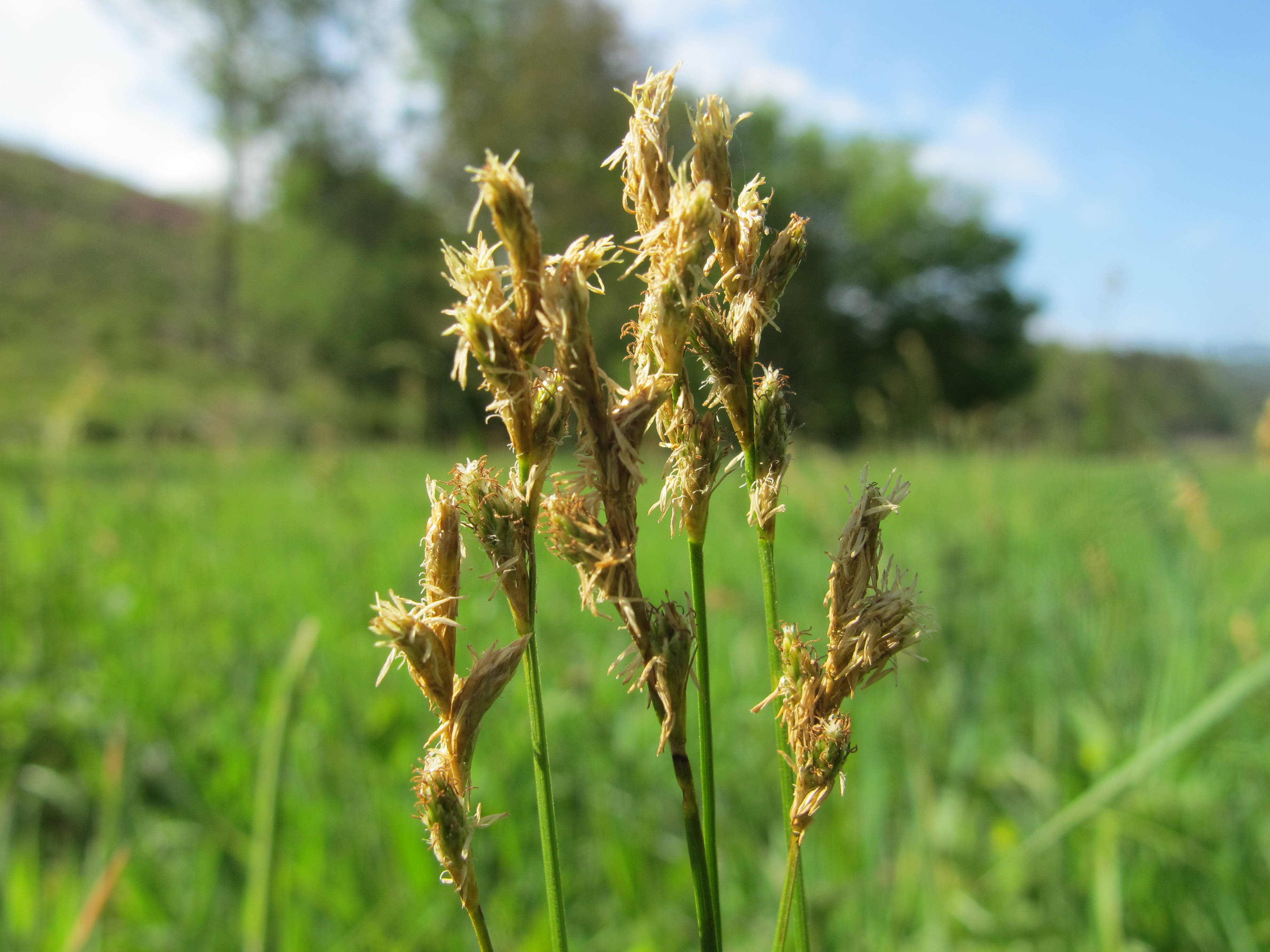
Bloeiwijzen

## Namen in andere talen
- Duits: Zittergras-Segge
- Engels: Quaking grass-sedge
- Frans: Laîche fausse brize